# García Sánchez de Castilla
García Sánchez (1009-13 de mayo de 1029) fue un conde de Castilla entre 1017 y 1029 (su sobrino y sucesor Fernando Sánchez, más tarde Fernando I de León, elevaría en 1037 el condado a reino). Pertenecía a la estirpe de Fernán González, que fue su bisabuelo.

## Vida
Sucedió a su padre Sancho García cuando era tan solo un niño. La regencia durante la minoría fue ejercida por diversos magnates castellanos y Urraca, su tía, hermana de su padre y abadesa de Covarrubias.
En 1028 deja concertado el pacto matrimonial para casarse con la infanta Sancha, de diez años, hija de Alfonso V. El 13 de mayo de 1029, encontrándose en León, a donde había viajado para conocer a su prometida, acompañado de Sancho III el Mayor, fue asesinado junto a la iglesia de San Juan Bautista de León.
El Romanz del Infant García y las crónicas posteriores nos relatan que este asesinato fue perpetrado por integrantes de la familia Vela a la que el conde Fernán González había arrebatado los dominios alaveses. No existen datos históricos que permitan justificar el hecho de que esta familia fuera la causante del asesinato.
Tras el asesinato, el rey Sancho Garcés III de Pamplona se hizo con el gobierno de Castilla por el derecho de su esposa Muniadona de Castilla, hermana del difunto, y designó a su hijo Fernando como conde de Castilla en 1029.
| Predecesor: Sancho García | Conde de Castilla y Monzón 1017-1029 | Sucesor: Fernando Sánchez |